# UFC Fight Night: Joanna vs. Waterson
UFC Fight Night: Joanna vs. Waterson（ユーエフシー・ファイトナイト：ヨアナ・バーサス・ウォーターソン、別名UFC Fight Night 161、UFC on ESPN+ 19）は、アメリカ合衆国の総合格闘技団体「UFC」の大会の一つ。2019年10月12日、フロリダ州タンパのアマリー・アリーナで開催された。

## 大会概要
本大会ではヨアナ・イェンジェイチックとミシェル・ウォーターソンによる女子ストロー級戦が組まれた。

## 試合結果

### プレリミナリーカード
第1試合 女子フライ級 5分3R
○  J.J.アルドリッチ vs.  ローレン・ミューラー ×
3R終了 判定3-0（30-27、29-28、29-28）
第2試合 ミドル級 5分3R
○  マーヴィン・ヴェットーリ vs.  アンドリュー・サンチェス ×
3R終了 判定3-0（30-27、30-27、30-27）
第3試合 ウェルター級 5分3R
○  ミゲル・バエザ vs.  ヘクター・アルダナ ×
2R 2:32 TKO（右ローキック→グラウンドの肘打ち）
第4試合 バンタム級 5分3R
○  マルロン・ヴェラ vs.  アンドレ・イーウェル ×
3R 3:17 TKO（パウンド）
第5試合 フライ級 5分3R
○  デイブソン・フィゲイレード vs.  ティム・エリオット ×
1R 3:08 ギロチンチョーク
第6試合 ウェルター級 5分3R
○  アレックス・モロノ vs.  マックス・グリフィン ×
3R終了 判定3-0（29–28、29–27、29-28）
第7試合 ライト級 5分3R
○  マイク・デイビス vs.  トーマス・ギフォード ×
3R 4:45 KO（右ストレート）
第8試合 ライトヘビー級 5分3R
○  ライアン・スパン vs.  デビン・クラーク ×
2R 2:01 ギロチンチョーク

### メインカード
第9試合 ミドル級 5分3R
○  エリク・アンダース vs.  ジェラルド・マーシャート ×
3R終了 判定2-1（28-29、29-28、29-28）
第10試合 ライト級 5分3R
○  マット・フレボラ vs.  ルイス・ペーニャ ×
3R終了 判定2-1（28-29、29-28、29-28）
第11試合 女子ストロー級 5分3R
○  アマンダ・ヒバス vs.  マッケンジー・ダーン ×
3R終了 判定3-0（30-27、30-27、30–27）
第12試合 ウェルター級 5分3R
○  ニコ・プライス vs.  ジェームズ・ビック ×
1R 1:44 KO（グラウンドからの蹴り上げ）
第13試合 フェザー級 3分5R
○  カブ・スワンソン vs.  クロン・グレイシー ×
3R終了 判定3-0（30-27、30-27、30-27）
第14試合 女子ストロー級 5分5R
○  ヨアナ・イェンジェイチック vs.  ミシェル・ウォーターソン ×
5R終了 判定3-0（50–45、50–45、49–46）

### 各賞
ファイト・オブ・ザ・ナイト： カブ・スワンソン vs. クロン・グレイシー
パフォーマンス・オブ・ザ・ナイト： ニコ・プライス、マルロン・ヴェラ
各選手にはボーナスとして5万ドルが授与された。

### カード変更
負傷などによるカードの変更は以下の通り。